# مجنون خان پازوکی
مجنون خان پازوکی، حاکم خوار، ساکن در قلعه تاریخی آرادان و سردار فاتح تهران در زمان آغا محمد خان قاجار بود. وی همچنین پدر زن، فتحعلی شاه قاجار بود.

## مجنون خان و فرزندان در حکومت قاجار
پازوکی‌ها در استقرار حکومت قاجاریان نیز مؤثر بوده‌اند. آقامحمدخان قاجار پس از فرار از شیراز (۱۱۹۳ق/۱۷۷۹م) به دعوت مجنون‌خان، رئیس با نفوذ پازوکی‌ها، به خوار و ورامین آمد و با میانجی‌گری او با بزرگان قاجار دولّو مذاکره و مصالحه کرد و دو شعبهٔ ایل قاجار را متحد ساخت. آقامحمدخان مجنون‌خان را به سرکردگی سپاهی مأمور فتح تهران کرد. او پس از فتح تهران در ۱۱۹۹ق، حاکم تهران شد. فتحعلی‌شاه خیرالنساء دختر مجنون‌خان را به همسری گرفت. در دوران فتحعلی‌شاه (سال ۱۲۱۲–۱۲۵۰ق/۱۷۹۷–۱۸۳۴م) محمدامین‌خان پازوکی از سرکردگان لشکری و بزرگان خراسان بود که در ۱۲۴۲ق/۱۸۲۶م به دستور والی خراسان، حسنعلی میرزا شجاع‌السلطنه با ۵۰۰ سوار به کمک کامران میرزا، حاکم هرات شتافت در همین دوران، سردار حاجی عباسقلی‌خان، تنها پسر مجنون‌خان رئیس قشون خراسان بود. پسر او، حاجی ابوالفتح‌خان در زمان ناصرالدین‌شاه از دیوانیان بزرگ خراسان به‌شمار می‌آمد و مدتی نیز مأموریت حفظ نظم آذربایجان را داشت و چندی نیز معاون نظام‌الدولهٔ شاهسون، والی خراسان بود. پسران او به نام‌های محمدابراهیم‌خان رفیع‌الملک و محمدمهدی‌خان جلیل‌الملک نیز به زمان خود از برزگان ایل پاروکی خراسان بوده‌اند در سدهٔ ۱۳ق و سال‌های آغازین سدهٔ ۱۴ق، میرزا محمدخان پازوکی و نواده‌اش حاجی خان باباخان امین الرعایا، رئیس و سربلوک ارادان، حاجی عباسقلی‌خان پازوکی و پسرش جعفرقلی‌خان، رئیس سواران ایل اصانلو، رضاحسین‌خان پازوکی و پسرش ابوتراب‌خان، رئیس و سربلوک قشلاق (شهر گرمسار کنونی)، حاکمان و بزرگان ایل پازوکی و از امیران و رؤسای محلی خوار بوده‌اند در ۱۳۲۹ق/۱۹۱۱م پازوکی‌های خوار به سرکردگی علی‌خان بیگلربیگی و برادرانش عباس‌خان و امام ویردی‌خان همراه گروه مشروطه ایل اصانلو، به فرماندهی آقا رضاخان اصانلو، نیروهای حکومت مشروطه را در برابر ارشدالدوله، فرمانده سپاه محمدعلی شاه که به قصد حمله به تهران می‌آمد، کمک کردند و عبور او را از جلگهٔ خوار حدود ۹ روز به تأخیر انداختند تا حکومت با سامان‌دهی نیروهایش توانست ارشدالدوله را در پیشوای ورامین شکست دهد.

## عاقبت مجنون خان پازوکی
عاقبت، مجنون خان پازوکی، به دستور آغا محمدخان قاجار، با آنهمه سابقه خدمت و وفاداری کور می‌گردد